# Der Bankdetektiv
Der Bankdetektiv ist eine US-amerikanische Komödie von Edward F. Cline. Die Hauptrolle spielt Starkomiker W. C. Fields, der auch das Drehbuch schrieb.

## Handlung
Egbert Sousè (accent grave over the e, wie er stets darauf besteht) ist ein misanthropischer Mann, der keiner geregelten Tätigkeit nachgeht und die meiste Zeit in seiner Stammkneipe Black Pussy Cafe verbringt. Mit seiner unzufriedenen Ehefrau Agatha und der nörgelnden Schwiegermutter Hermosillo liegt er ständig im Streit. Egbert hat eine kurze Beschäftigung als Regisseur an einem Filmset, als der tatsächliche Regisseur betrunken ist. Am Set treibt er seine Späße mit den Stars und schreibt den Film komplett um, verschwindet dann aber wieder, als der richtige Regisseur wieder nüchtern wird. 
Egberts Leben ändert sich, als eines Tages ein flüchternder Bankräuber unverhofft über die Parkbank stolpert, auf der Sousè gerade sitzt. Für seine angebliche Tapferkeit wird Egbert nicht nur von der Zeitung als „Held“ gefeiert, sondern erhält von dem dankbaren Bankpräsidenten Mr. Skinner zudem eine Anstellung als Bankdetektiv. Sousè nimmt seine Arbeit auf und attackiert in diesem Job unter anderem einen kleinen Jungen, der ein Cowboy-Outfit und eine Spielzeugpistole trägt.
Sousès neue Anstellung lockt allerdings den gewieften Schwindler J. Frothingham Waterbury an. Dieser verspricht Sousè großen Wohlstand und Unmengen Bier, wenn er in seine Fonds von den Beefsteak-Minen investiert – Waterbury verheimlicht dabei, dass die Minen als wenig erfolgversprechend gelten. Sousè ist begeistert und überzeugt ebenfalls Og Oggilby, den Verlobten seiner Tochter Myrtle und auch Mitarbeiter der Bank, eine größere Menge Geld der Bank vorübergehend zu entwenden, um in Waterburys erfundenen Fonds zu investieren. 
Zu Sousès Unglück erscheint überraschend der verweichlichte, aber unbestechliche Bankprüfer Snoopington, der die Geldveruntreuung aufdecken könnte. Der Bankdetektiv versucht mit einem Drink aus seiner Lieblingskneipe, Snoopington zu vergiften, doch der Versuch schlägt fehl – Snoopington kommt trotzdem zur Bankprüfung, wenn auch krank.
Der Schwindler Waterbury kommt Sousè und seinem zukünftigen Schwiegersohn unverhofft zur Hilfe, als er entdeckt, dass die Beefsteak-Minen überraschenderweise doch Profit machen. Der Fonds bringt Sousè und Og ein Vermögen ein, wodurch sie sich nicht mehr um Snoopingtons Bankprüfung zu kümmern brauchen. Gerade da wird die Bank ein zweites Mal überfallen (von Repulsive Rogan, dem zweiten Bankräuber des ersten Überfalls), wobei nicht nur das Geld der Bank, sondern auch das Geld aus den Beefsteak-Minen gestohlen wird. Sousè wird vom Rogan als Schutzschild und Geisel entführt, während es zu einer turbulenten Verfolgungsjagd kommt. Eher durch Zufall kann Egbert Rogan ausschalten und wird erneut zum Helden erklärt.
Das Geld aus dem Minenfonds, die Belohnung der Polizei wegen der Verhaftung von Repulsive Rogan sowie Geld für die Verfilmung eines improvisierten Drehbuches, das er am Filmset zum Besten gegeben hat, machen Sousè zu einem der reichsten Bürger seiner Kleinstadt. Er besitzt endlich den Respekt seiner Familie, die ihn geläutert und gewandelt sieht – trotzdem geht er weiterhin ins Black Pussy Cafe.

## Hintergrund
Der Name des Drehbuchautors wird im Filmvorspann als Mahatma Kane Jeeves erwähnt. Tatsächlich verbirgt sich hinter diesem sonderbaren Pseudonym Hauptdarsteller W.C. Fields selbst, der den Großteil des Drehbuchs schrieb. Fields’ Vorliebe für kuriose Namen zeigt sich auch beim Großteil der Figuren dieses Filmes. Dies beruht teilweise auf seiner Leidenschaft für die Romane von Charles Dickens, der vielen seiner Romanfiguren ebenfalls illustre Namen gab. Wie üblich hatte Fields Ärger mit seinen Produzenten bei Universal, die das Drehbuch als relativ schwach bewerteten und viele Änderungen forderten. Mit Unterstützung seines Regisseurs und Freundes Edward F. Cline ignorierte Fields ihre Wünsche, indem er den Produzenten das Drehbuch einfach nicht mehr gab, bis der Großteil des Filmes gedreht war. Am Set war Fields außerdem bekannt dafür, nur selten den im Drehbuch stehenden Text zu verwenden, sondern spontan vor der Kamera zu improvisieren. Dies sorgte bei seinen brüskierten Nebendarstellern für überraschende Reaktionen, die teilweise auch im Film verwendet wurden.
The Bank Dick gilt bei vielen Kritikern und Fans als einer seiner besten, auf jeden Fall aber als einer seiner bekanntesten Komödien. Im Film nimmt Fields vor allem das ländliche Amerika, den American Dream sowie die Institution Familie aufs Korn. Es war Fields’ erster „eigener“ Film bei Universal Pictures: Bei You Can't Cheat an Honest Man (1939) teilte er sich noch mit Edgar Bergen und dessen Puppe Charlie McCarthy die Hauptrollen und bei Mein kleiner Gockel (1940) mit Mae West. In diesem Film ist Fields dagegen alleiniger Star und konnte auch hinter der Kamera als Drehbuchautor erheblichen Einfluss nehmen.

## Kritiken
Der Bankdetektiv wird neben Das ist geschenkt am häufigsten genannt, wenn es um die Frage nach der besten W.C.-Fields-Komödie geht. Stanley Kubrick benannte Der Bankdetektiv 1963 in einer Liste für das Magazin Cinema als einen seiner zehn Lieblingsfilme.

„Klassiker des verrückten Humors, der lose von einem Nichtsnutz handelt, der Bankdetektiv wird. Sutton als schwachköpfiger zukünftiger Schwiegersohn und Pangborn als Bankprüfer passen zu dem Unfug von Fields (Wertung: vier von vier Sternen)“

„W.C. Fields in seiner erfolgreichsten und zugleich letzten großen Rolle. Ein arbeitsscheuer, von seiner Familie tyrannisierter Trinker und Angeber fängt durch Zufall einen Bankräuber, erhält zur Belohnung eine Anstellung als Hausdetektiv der Bank und steigt schließlich zum reichen und infolgedessen auch geachteten Mann auf. Bissige Komödie mit sarkastischen Seitenhieben auf die amerikanische Gesellschaft und ihre Erfolgsmythen.“

## Auszeichnungen
- 1992: Aufnahme ins National Film Registry als „kulturell, geschichtlich oder ästhetisch besonders bedeutend“